# NGC 5014
NGC 5014 (другие обозначения — UGC 8271, IRAS13092+3632, MCG 6-29-55, ZWG 189.37, MK 449, KUG 1309+365, PGC 45787) — спиральная галактика (Sa) в созвездии Гончие Псы.
Относится к галактикам с полярным кольцом. В большинстве таких систем ионизация внешних частей полярного кольца происходит за счёт излучения молодых звёзд, а внутренних — за счёт ударных волн, однако в NGC 5014 ситуация противоположная.
Этот объект входит в число перечисленных в оригинальной редакции «Нового общего каталога».